# Pascal Bäuerle
Pascal Bäuerle (* 2. April 1999 in Bühl, Baden-Württemberg) ist ein deutscher Volleyballspieler, der beim TV Bühl hauptsächlich auf der Position Mittelblock aktiv ist.

## Karriere
Bäuerle begann seine Jugendlaufbahn beim TV Bühl im Jahr 2009 und schaffte es in der Bundesliga-Saison 2017/18 in den erweiterten Kader der Volleyball-Bisons Bühl. Seit September 2022 ist er nach einjähriger Sportpause wieder Teil der ersten Männermannschaft des TV Bühl, die in der Saison 22/23 den direkten Aufstieg in die zweite Bundesliga vollzog.